# Борхес, Карлос
Ка́рлос Ариэ́ль Бо́рхес (исп. Carlos Ariel Borges; 14 января 1932, Монтевидео — 5 февраля 2014, Монтевидео) — уругвайский футболист, нападающий сборной Уругвая и клубов «Пеньяроль» из Монтевидео и «Расинг» из Авельянеды. 4-й призёр чемпионата мира 1954 года. Чемпион Южной Америки розыгрыша 1956 года. Обладатель Кубка Либертадорес.

## Карьера

### Клубная
Большую часть своей профессиональной карьеры провёл в клубе «Пеньяроль» из Монтевидео, в составе которого выступал до 1961 года, став за это время 4 раза чемпионом Уругвая и 1 раз обладателем Кубка Либертадорес. Последние годы до завершения карьеры игрока провёл в аргентинском «Расинге» из Авельянеды.

### В сборной
В составе главной национальной сборной Уругвая дебютировал 23 мая 1954 года, а последний матч сыграл 2 апреля 1959 года, всего за сборную сыграл 35 матчей и забил 10 мячей в ворота соперников. В 1954 году в составе сборной занял 4-е место на чемпионате мира 1954 года, где сыграл 5 матчей и забил 4 мяча: 19 июня хет-трик в ворота сборной Шотландии в матче группового этапа и 26 июня один мяч в ворота сборной Англии в 1/4 финала. В 1956 году в составе команды стал чемпионом Южной Америки розыгрыша 1956 года, причём, принял участие во всех 5-и матчах команды на турнире и забил 1 гол в ворота сборной Чили.

## Достижения

### Командные
4-е место на Чемпионате мира: (1)
- 1954

Чемпион Южной Америки: (1)
- 1956

Чемпион Уругвая: (4)
- 1954, 1958, 1959, 1960 («Пеньяроль»)

Обладатель Кубка Либертадорес: (1)
- 1960 («Пеньяроль»)